# Carteiras de motorista nos Estados Unidos

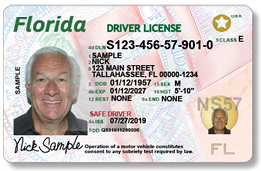
Um exemplo de carteira de motorista emitida na Flórida

Nos Estados Unidos, as carteiras de motorista são emitidas por cada estado, território e distrito de Columbia, e não pelo governo federal, devido ao conceito de federalismo. Normalmente, os condutores precisam obter uma licença de seu estado de residência e todos os estados reconhecem as licenças uns dos outros para requisitos de idade de não-residente. Um estado também pode suspender o privilégio de dirigir de um indivíduo dentro de suas fronteiras por violações de tráfego. Muitos estados compartilham um sistema comum de classes de licença, com algumas exceções, por exemplo, classes de licença comercial são padronizadas pela regulamentação federal em 49 C.F.R.   383

## História

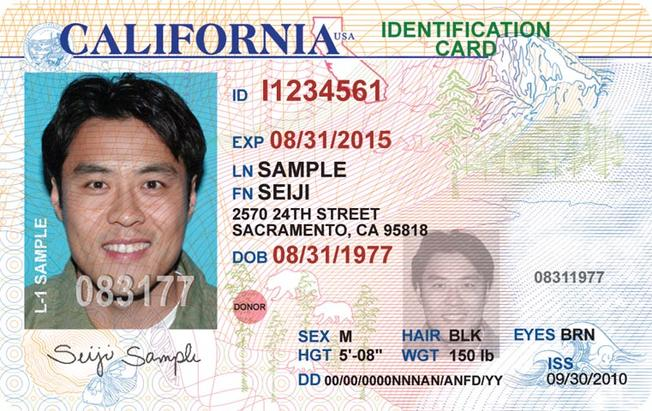
carteira de motorista do estado da california

À medida que o número de veículos a motor chegou a dezenas de milhares, os governos estaduais e locais assumiram uma nova potência: autorizar veículos e motoristas. Em 1901, Nova York se tornou o primeiro estado a registrar automóveis; em 1918, todos os estados exigiam placas.  Os Estados foram mais lentos em exigir licenças para os motoristas. Apenas 39 estados os emitiram em 1935 e poucos exigiram um teste, apesar da preocupação generalizada com motoristas incompetentes.  Os primeiros motoristas foram ensinados a dirigir por vendedores de automóveis, familiares e amigos ou organizações como a YMCA. Na década de 1930, muitas escolas de ensino médio ofereciam educação ao motorista.
Massachusetts e Missouri foram os primeiros estados a exigir uma carteira de motorista em 1903, mas não houve teste associado à carteira. “Em 1908, Henry Ford lançou o Modelo T, o primeiro automóvel acessível para muitos americanos de classe média. (Em 1919, quando o estado nativo de Ford, Michigan, começou a emitir carteiras de motorista, ele conseguiu o primeiro aos 56 anos. ) No mesmo ano em que o Modelo T estreou, Rhode Island se tornou o primeiro estado a exigir uma licença e um exame de motorista (Massachusetts instituiu um exame de motorista em 1907 e começou a exigir testes para todos os outros motoristas em 1920).

## Licenças padrão e especiais
- Licenças irrestritas são carteiras de motorista que a maioria dos motoristas americanos possui para dirigir. Vários estados diferem em qual classe eles utilizam para distinguir entre uma carteira de motorista típica e licenças especiais, como licenças restritas, motorista ou motocicleta. Por exemplo, o Tennessee designa a Classe D como carteira de motorista regular, enquanto a Classe M é uma carteira de motocicleta e a Classe H é uma carteira de trabalho (veja abaixo).
- Carteira de motorista para menores de idade são carteiras de motorista restritas a motoristas entre 14 e 15 (às vezes até 18) anos que precisam dirigir de e para casa e escola devido a sérias dificuldades, por exemplo, a família do motorista tem problemas financeiros ou médicos; o motorista precisa chegar ao trabalho ou à escola e não tem outra maneira prática de chegar ao trabalho ou à escola. Uma licença de dificuldade para menores é diferente das licenças de dificuldade concedidas aos motoristas com licenças revogadas ou suspensas.[4] A tabela abaixo inclui os estados que fornecem licenças de dificuldade para menores.
- As licenças provisórias são funcionalmente iguais às de uma carteira de motorista, mas geralmente são emitidas para novos motoristas com menos de 18 anos, ou seja, de 14 a 17 anos. Quase todos os estados, com exceção de Dakota do Sul, têm algum tipo de provisão de licenciamento graduada; no entanto, as restrições reais e o período de tempo que um novo driver deve aderir a elas variam amplamente de acordo com o estado. As restrições incluem frequentemente:
  - Um toque de recolher, após o qual a condução noturna não é permitida (a menos de 18 anos de idade ou se o indivíduo tiver concluído um curso on-line) sem a presença de um adulto (normalmente 23:00, como Pensilvânia, ou 01:00, como Wisconsin ). No entanto, alguns estados (por exemplo, Carolina do Norte) têm toque de recolher às 21h Alguns estados, como Nova York, oferecem exceções para situações especiais, como voltar para casa do trabalho ou da escola, buscar familiares ou fazer consultas médicas, enquanto outros, como Massachusetts, não.
  - Restrições ao número de passageiros com menos de uma idade específica presentes no veículo. Por exemplo, na Califórnia, menores de idade não podem transportar pessoas com menos de 20 anos nos primeiros 365 dias de licenciamento, a menos que os passageiros sejam membros da família (irmão, irmã, primo, sobrinha, sobrinho ou qualquer pessoa com 21 anos ou com sua licença por 1 ano ou mais etc. )
- As licenças de motorista são funcionalmente iguais a uma licença de carro de passageiro, mas também permitem ao proprietário dirigir um táxi, limusine ou outro veículo de libré para alugar. O licenciamento de libré nos Estados Unidos é um pouco complicado. Nos Estados Unidos, a carteira de motorista não é considerada carteira de motorista comercial ou profissional e (supondo que o motorista já possua uma carteira regular de passageiros) geralmente não é necessário um teste na estrada para convertê-lo em carteira de motorista; no entanto, alguns estados exigem um breve exame escrito sobre leis de direção específicas de táxi ou uma verificação de antecedentes e exigem que o motorista tenha pelo menos 18 anos de idade (embora muitas empresas de táxi não contratem motoristas com menos de 25 anos por motivos de seguro). Esse tipo de licença geralmente é chamado de " Classe E ", embora não universalmente. Alguns estados simplesmente adicionam um endosso a uma licença regular, enquanto outros não requerem permissão especial no nível estadual para dirigir um táxi ou limusine. A Flórida já emitiu licenças de motorista por meio de suas licenças Classe D, uma designação que foi eliminada em 2006. Independentemente de como o Estado lide com o licenciamento de motorista, sempre é necessário obter uma licença da cidade, município ou município em que o motorista estará operando.
- As licenças de motocicleta cobrem apenas motocicletas ; freqüentemente combinado com uma carteira de motorista regular. Em alguns estados, isso não inclui alguns tipos de ciclomotores, scooters ou bicicletas motorizadas, mas com uma ampla variedade de definições de estado por estado para esses veículos. Um critério comum, mas não universal, é o deslocamento do motor de 250 centímetro cúbicos (15 cu in)       ou menos, mas também o tamanho das rodas, o tipo de transmissão e muito mais, às vezes são usados nos códigos legais para distinguir ciclomotores e scooters de motocicletas. Às vezes, esses veículos não exigem uma licença de motocicleta ou, em alguns estados, nenhuma licença, assim como em alguns estados, evitando requisitos de seguro e registro. Ao contrário dos estados da UE, nenhum estado dos EUA diferencia entre motocicletas de baixa e alta potência para fins de licenciamento. Alguns estados exigem uma licença de motocicleta adicional para operar uma plataforma lateral.[5]
- As licenças aprimoradas são emitidas para cidadãos dos EUA em Washington, Vermont, Michigan, Califórnia, Minnesota e Nova York, além de estabelecer a nacionalidade, além dos privilégios de dirigir. Um EDL é um documento compatível com WHTI, aceitável para entrar novamente nos Estados Unidos por meio de travessias terrestres e marítimas do Canadá, México ou Caribe. É necessário um passaporte dos EUA, certidão de nascimento ou outro documento que comprove a cidadania para solicitar esse tipo de licença. Motocicletas e carteiras de motorista comerciais (veja acima e abaixo) geralmente também podem ser emitidas como aprimoradas.
- As Autorizações de Handicap são emitidas a pessoas que atendem às diretrizes adequadas para exigir acesso à condução e ao estacionamento de deficientes. Eles têm acesso especial para melhorar sua qualidade de vida como motorista. Em certos estados, como o Texas, a carteira de motorista de uma pessoa com deficiência pode ser revogada com base em sua deficiência.[6]

Alguns estados também têm classificações adicionais. O Havaí, por exemplo, possui uma categoria de licença separada para motoristas que operam apenas ciclomotores, enquanto alguns estados mais ao norte têm categorias separadas para motos de neve e quadriciclos. A Carolina do Sul e a Geórgia têm versões não comerciais de todas as licenças de classe comercial para fins agrícolas.

## CDL (Carteira de Habilitação Comercial)
As licenças da classe C são emitidas em todos os estados, exceto Massachusetts, nos status comercial e não comercial. Uma licença não comercial de Classe C não pode ser usada para locação. A maioria dos veículos recreativos que não se enquadram na categoria classe D / E, como ônibus, trator, cortadores de grama ou tamanho normal (acima de 40 pés (12 m)   ) os campistas exigem uma licença não comercial da Classe C e a permissão correspondente do estado em que você reside.

### Endossos CDL
- Classe A : veículo combinado (trator mais reboque) de 26,001 libra (massa)s (11,794 kg)   ou mais. Inclui barramentos divididos (acoplados).[7]
- Classe B : veículo único (reto) de 26,001 libra (massa)s (11,794 kg)   ou mais (inclui a maioria dos ônibus, incluindo ônibus articulados). Também inclui veículos combinados para uso comercial com peso não inferior a 26.001 lb.
- Classe C : veículo comercial que não se enquadra nas classes A ou B, mas está sinalizado para materiais perigosos ou se destina a transportar 16 ou mais pessoas (excluindo a Geórgia. ) Pode incluir veículos não comerciais pesados com ou sem reboques, o reboque deve ter uma classificação bruta de peso de veículo inferior a 10,001 libra (massa)s (4,536 kg)  . Os veículos devem ter uma classificação de peso bruto de veículo inferior a 26,001 libra (massa)s (11,794 kg)  .

Os motoristas profissionais geralmente são obrigados a adicionar endossos ao CDL para dirigir determinados tipos de veículos que requerem treinamento adicional. Os requisitos de endosso da CDL são basicamente semelhantes, mas alguns variam entre os estados. Os requisitos de treinamento e teste são regulamentados pelo Departamento de Transporte dos EUA. Os endossos são os seguintes:
- P : Transporte de passageiros (ônibus que transportam 16 ou mais pessoas). Vans alugadas para transportar 11 ou mais pessoas na Califórnia)
- H : Materiais perigosos (requer uma verificação de antecedentes da TSA, bem como um extenso exame escrito. O motorista deve ser um cidadão dos EUA ou residente legal permanente para obter um endosso de H ou X. )
- M : Bobina de metal
- N : Veículos tanque (necessário para transportar líquidos a granel. )
- T : Reboques duplos / triplos (trens rodoviários) (apenas licenças Classe A. )
- X : Materiais perigosos e combinação de tanques
- L : Freios pneumáticos
- S : Ônibus escolar (além de um endosso de ônibus padrão, são necessárias verificações mais rigorosas dos antecedentes TSA e CORI. )

### Restrições CDL
As licenças podem ser restringidas de qualquer uma das seguintes maneiras:
- B : Lentes corretivas são necessárias durante a operação de um veículo a motor.
- C : É necessário um auxílio mecânico para operar um veículo comercial.
- D : É necessário um auxílio protético para operar um veículo comercial.
- E : O motorista só pode operar um veículo comercial com transmissão automática.
- F : Um espelho externo é necessário no veículo comercial.
- G : O motorista de um veículo comercial só pode operar durante o dia.
- K : Os motoristas estão autorizados a dirigir um veículo comercial apenas dentro do estado de emissão (intraestado).[9] Esta restrição se aplica a qualquer titular de uma licença CDL com menos de 21 anos de idade.
- L : Os motoristas estão impedidos de operar um veículo comercial com freio a ar. Essa restrição é emitida quando um motorista falha no componente de freio a ar do teste de conhecimentos gerais ou realiza o teste de habilidades em estrada CDL em um veículo não equipado com freios a ar.
- M : Os portadores de CDL-A podem operar apenas ônibus escolares CDL-B.
- N : Os portadores de CDL-A e CDL-B podem operar apenas ônibus escolares CDL-C.
- O : Motorista limitado apenas a reboques de gancho pintail.
- Z : Dispositivo de intertravamento de álcool necessário no veículo comercial.
- T : licença temporária de 60 dias.

## Funcionários e diplomatas estrangeiros
Em uma rara exceção aos estados e territórios que emitem carteiras de motorista, o Departamento de Missões Estrangeiras (OFM) do Departamento de Estado emite carteiras de motorista para funcionários e diplomatas estrangeiros, ignorando os estados e territórios em que vivem. As carteiras de motorista emitidas pelo OFM são equivalentes a uma licença regular emitida pelo estado.

## Leis de licenciamento de motoristas

Licença restrita requisitos de idade por NÓS requisitos para receber um restrito carteira de motorista do estado
14 anos e 3 meses
15 anos
15 anos e 6 meses
16 anos e 3-4 meses
16 anos and 6 meses
17 anos

A idade mínima para obter uma carteira de motorista restrita nos EUA varia de 14 anos, três meses em Dakota do Sul a 17 em Nova Jersey. Na maioria dos estados, uma lei de licenciamento se aplica a motoristas adolescentes recém-licenciados, com nomes como Motorista Provisório, Operador Júnior, Motorista Estacionário ou Licença Intermediária. Essas licenças restringem certos privilégios de dirigir, como se o novo motorista pode transportar passageiros e, em caso afirmativo, quantos, além de definir um toque de recolher para jovens motoristas. Por exemplo, motoristas de Utah com menos de 18 anos não podem dirigir outras pessoas fora da família nos primeiros seis meses com uma licença. Diferente de alguns estados da Austrália e algumas províncias do Canadá, as leis de licenciamento não exigem limites de velocidade reduzidos, exibição de placas L e P, restrições ao reboque de um reboque ou barco ou proibições de dirigir em rodovias ou operar carros de alto desempenho.
Normalmente, é necessário que os motoristas menores de 18 anos participem de um programa abrangente de educação do motorista na escola secundária ou em uma escola profissional de condução e realizem um certo número de aulas ao volante com um instrutor de condução certificado antes de solicitar uma licença. Alguns estados, como Nova York, também exigem que os novos motoristas adultos participem de alguma forma de educação antes de solicitar uma licença.
Em alguns estados, todos os motoristas adultos recém-licenciados podem estar em liberdade condicional por um período de tempo determinado (geralmente entre seis meses e dois anos), durante o qual as violações de trânsito acarretam multas mais severas ou suspensões obrigatórias que não se aplicariam a motoristas experientes.
De acordo com a lei federal, a idade mínima para operar um veículo comercial em trânsito interestadual é 21. Como resultado, a idade mínima para solicitar uma carteira de motorista comercial irrestrita é 21.
Dirigir um ônibus escolar requer uma CDL. A idade mínima para dirigir um ônibus escolar é geralmente mais alta, geralmente 25. Alguns estados emitem carteiras de motorista comerciais intra-estaduais restritas, válidas apenas para veículos comerciais nesse estado, a motoristas com 18 anos ou mais. Motoristas profissionais com idades entre 18 e 20 anos normalmente não podem ser licenciados para dirigir reboques de trator, materiais perigosos ou ônibus escolares.

## Queda no licenciamento de jovens nos EUA
De acordo com um artigo de 2 de dezembro de 2004 do Los Angeles Times, apenas 43% dos americanos de 15 a 17 anos tinham carteira de motorista em 2002. Em comparação, a porcentagem de carteiras de motorista nessa faixa etária em 1982 foi de 52%.  

## Use como identificação e prova de idade
As carteiras de motorista emitidas nos Estados Unidos têm um número ou código alfanumérico emitido pelo departamento de veículos a motor do estado emissor (ou equivalente), geralmente mostram uma fotografia do portador, bem como uma cópia da assinatura do portador, o endereço do portador residência principal, tipo ou classe de licença, restrições, endossos (se houver), características físicas do portador (como altura, peso, cor do cabelo e cor dos olhos) e data de nascimento. Não há dois números de carteira de motorista emitidos por um estado. Agora, os números da Previdência Social estão proibidos por lei federal de aparecer nas novas carteiras de motorista devido a preocupações com roubo de identidade. Na maioria dos estados, para estar em conformidade com os padrões da AAMVA, a orientação de uma carteira de motorista para menores de 21 anos é vertical, enquanto uma carteira de motorista para maiores de 21 anos é horizontal. Como a carteira de motorista é frequentemente usada como prova da idade de uma pessoa, a diferença de orientação facilita a determinação de que uma pessoa tem permissão legal para comprar ou consumir álcool e comprar tabaco (a idade para beber e fumar em todos os estados dos EUA é 21). Alguns estados, no entanto, não exigem que uma carteira de motorista seja alterada para horizontal, como o Arizona, onde é opcional alterar para uma licença horizontal. Além disso, a licença vertical não expira até os 65 anos no estado do Arizona. A maioria dos estados exige que, quando um motorista estabeleça residência em um estado, ele ou ela obtenha uma licença emitida por esse estado dentro de um determinado período de tempo.  

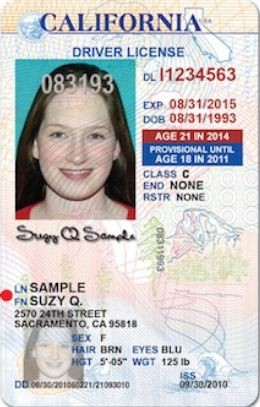
Uma carteira de motorista vertical da Califórnia para menores e jovens com menos de 21 anos (design pré-2018)

Como não há carteira de identidade nacional nos Estados Unidos, a carteira de motorista é frequentemente usada como o equivalente de fato para a conclusão de muitas transações comerciais e governamentais comuns. Como resultado, as carteiras de motorista são o foco de muitos tipos de roubo de identidade. As carteiras de motorista nem sempre eram cartões de identificação. Em muitos estados, as carteiras de motorista nem sequer tinham uma fotografia nos anos 80. O ativismo da organização Mothers Against Drunk Driving para o uso da verificação da idade da identificação com foto em conjunto com o aumento da idade para beber para 21 anos, a fim de reduzir o consumo de menores de idade, levou à inclusão de fotografias em todas as licenças estaduais. Nova York e Tennessee foram os últimos estados a adicionar fotos em 1986. No entanto, Nova Jersey mais tarde permitiu que os motoristas obtivessem licenças que não sejam de foto; isso foi posteriormente revogado. Os titulares de licenças de Vermont têm a opção de receber uma licença que não seja uma foto.     Todos os motoristas do Tennessee com 60 anos ou mais tinham a opção de carteira de motorista que não seja uma foto antes de janeiro de 2013, quando eram necessárias licenças fotográficas para identificação do voto. Todas as pessoas com licenças não fotográficas válidas poderão obter uma licença fotográfica quando a licença atual expirar. Treze estados permitem a opção de uma carteira de motorista que não seja uma foto por motivos de crença religiosa: Arkansas, Indiana, Kansas, Minnesota, Missouri, Nebraska, Nova Jersey, Dakota do Norte, Oregon, Pensilvânia, Tennessee, Washington e Wisconsin.
As adições posteriores variaram de estado para estado e incluem impressões digitais, códigos de barras, tiras magnéticas, números de previdência social e recursos à prova de adulteração, a maioria dos quais foram adicionados para evitar roubo de identidade e restringir o uso de identificações falsas. Agora, os Estados Unidos estão lentamente se convertendo em carteiras de motorista digitalizadas, que incorporam hologramas e códigos de barras para evitar falsificações.

### Cartões de identificação de não motorista
Muitos estados, geralmente através da mesma agência que emite carteiras de motorista, fornecem cartões de identificação para pessoas que não dirigem.

### Real ID
O Departamento de Segurança Interna tem o poder, através do Real ID Act de 2005, de estabelecer padrões relacionados à identificação de candidatos e ao design de licenças para carteiras de motorista e cartões de identificação emitidos pelo Estado. Os estados não são obrigados a cumprir o Real ID, mas se um estado não o cumprir, nenhuma carteira de motorista ou carteira de identidade emitida por esse estado não será válida para nenhum fim oficial com o governo federal, o que significa que eles não serão aceitos para ingresso na federação. edifícios ou aviões de embarque.
Para que um estado atenda à conformidade com o Real ID, as licenças e os cartões de identificação emitidos a partir desse estado devem ser aprovados pelo DHS para atender aos requisitos do Real ID.
Os estados podem optar por emitir licenças regulares e cartões de identificação, bem como IDs reais, mas qualquer ID não real deve ser marcado como "Não para identificação federal". Os IDs reais são válidos por 8 anos.
É possível emitir IDs reais apenas para imigrantes legais e cidadãos dos Estados Unidos.
Quando uma pessoa solicita um ID Real, seja como uma nova carteira de motorista ou solicitante de cartão de identidade ou renovando uma licença atual ou cartão de identidade, deve apresentar um documento de cidadania (passaporte dos EUA, certidão de nascimento ou certificado de cidadania) ou comprovante de imigrante legal status, comprovante de um número de Seguro Social, se este tiver sido emitido, comprovante de alteração de nome se estiver usando a certidão de nascimento e duas comprovações de residência no estado. O estado deve verificar os documentos e armazená-los eletronicamente ou em papel. Ninguém pode ter mais de um Real ID ao mesmo tempo.
Um RealID pode ser identificado de várias maneiras diferentes, dependendo do estado. É um design de estrela dourada ou preta localizado no terço superior direito do ID. Em outubro de 2011, Connecticut também os emitiu. A partir de janeiro de 2013, Ohio está emitindo RealIDs com o nome "Safe ID". A Califórnia começou a emitir RealIDs em 22 de janeiro de 2018.

### Carteira de motorista aprimorada
Além disso, alguns estados, principalmente aqueles com uma fronteira internacional, emitem carteiras de motorista e cartões de identificação aprimorados. As licenças aprimoradas combinam uma carteira de motorista regular com as especificações do novo cartão de passaporte federal. Assim, além de fornecer privilégios de condução, a licença aprimorada também é uma prova da cidadania dos EUA e, portanto, pode ser usada para atravessar as fronteiras do Canadá e do México por estrada, trem ou mar, embora as viagens aéreas ainda exijam um livro de passaporte tradicional. As licenças aprimoradas também são totalmente compatíveis com Real ID.
Desde maio de  2009, Vermont, New York, Michigan, and Washington were issuing enhanced driver's licenses and ID cards. In January 2014, Minnesota became the fifth state to issue enhanced driver's licenses, while Ohio is set to become the sixth state once it has been approved by its legislature.
Em 27 de março de 2008, o Secretário de Segurança Interna anunciou que a carteira de motorista aprimorada de Washington era a primeira licença aprovada sob a Iniciativa de Viagem do Hemisfério Ocidental ; de acordo com um comunicado de imprensa da Homeland Security, o departamento também está trabalhando com as autoridades da Arizonan para desenvolver carteiras de motorista aprimoradas. Em 16 de setembro de 2008, Nova York começou a emitir carteiras de motorista aprimoradas que atendem aos requisitos da WHTI. Esperava-se que o Texas também implementasse um programa aprimorado de carteira de motorista, mas o programa foi bloqueado pelo governador do Texas, Rick Perry, apesar de uma lei estadual que autoriza o Departamento de Segurança Pública do Texas a emitir EDLs e uma decisão do procurador geral do estado, Greg Abbott, que a produção de EDLs do Texas cumprisse os requisitos federais.

### Carteiras de motorista digitais
Califórnia, Iowa, e Delaware propuseram carteiras de motorista digitais como meio de identificação. A licença estaria disponível como aplicativo pela MorphoTrust USA e instalada no celular pessoal do usuário. Várias questões foram levantadas sobre a privacidade do usuário, uma vez que um policial pode pedir sua licença e obter acesso ao celular.
A Louisiana aprovou o Projeto de Lei 481 em 2014, que se tornou a Lei 625, tornando a Louisiana o primeiro estado com uma carteira de motorista digital legalmente aceita via LA Wallet, um aplicativo criado pela Envoc que foi lançado em julho de 2018. A lei permite que os residentes da Louisiana apresentem a identificação do motorista usando a LA Wallet "... sob demanda de qualquer oficial ou agente do departamento ou qualquer policial do estado, paróquia ou município... ". A carteira de motorista digital da Louisiana não requer hardware adicional para aceitar e inclui uma política de "não toque", segundo a qual o cidadão permanece na posse do dispositivo móvel o tempo todo. Em outubro de 2018, o Secretário de Estado da Louisiana, Kyle Ardoin, aprovou o uso da LA Wallet para identificação de eleitores nas assembleias de voto. Em janeiro de 2019, o Escritório de Controle de Álcool e Tabaco da Louisiana emitiu um aviso legalmente aprovando o LA Wallet, o aplicativo de carteira de motorista digital da Louisiana para verificação da idade de compra para vendas de tabaco e álcool.